# Житен (городская область София)
Житен (болг. Житен) — село в Болгарии. Находится в Городской области Софии, входит в общину Столична. Население составляет 569 человек.

## Политическая ситуация
В местном кметстве Житен, в состав которого входит Житен, должность кмета (старосты) исполняет Бистра Иванчева Кирилова (Граждане за европейское развитие Болгарии (ГЕРБ)) по результатам выборов.
Кмет (мэр) общины Столична — Бойко Методиев Борисов (Граждане за европейское развитие Болгарии (ГЕРБ)) по результатам выборов.